# Federación Internacional de Fútbol de Salón
La Federación Internacional de Fútbol de Salón (FIFUSA) es la primera federación internacional en gestionar el fútbol de salón (o futsal) en el mundo. Fue fundada en São Paulo, Brasil, el 25 de julio de 1971 como una iniciativa de la Confederación Sudamericana de Fútbol de Salón y la Confederación Brasileña de Deportes, con el objetivo de promover el deporte a escala mundial, organizar competiciones internacionales, redactar su reglamento y aplicarlo como estándar a seguir.
En su fundación participaron las federaciones nacionales de Argentina, Bolivia, Brasil, Paraguay, Perú, Portugal y Uruguay, y en su primera asamblea fue electo como primer presidente el brasileño João Havelange.
Durante su primera etapa de actividad, la FIFUSA organizó los campeonatos mundiales masculinos de mayores de Brasil 1982, España 1985, Australia 1988, Italia 1991, Argentina 1994, México 1997 y Bolivia 2000.
Suspendió sus actividades entre 2003 y 2015 por motivos políticos, debido a que en el año 2002 se fundó la Asociación Mundial de Futsal (AMF), entidad que desde entonces se hizo cargo de la organización del deporte.
La organización se mantuvo activa jurídicamente en Brasil, pero no fue hasta julio de 2022 que se celebró el Congreso Internacional de Fútbol de Salón en Bucaramanga, Colombia, del que participaron delegados de 15 países de cuatro continentes, que se decide retomar la actividad deportiva que estuvo interrumpida durante más de 20 años.
Los primeros torneos realizados en el marco del relanzamiento de su actividad deportiva fueron el Mundial femenino de 2023 en Argentina y el Mundial masculino de 2024 en Colombia.
Como consecuencia del mencionado Congreso, se presentó una división en el fútbol de salón y actualmente existen dos federaciones internacionales que intentan regular este deporte compitiendo entre sí. Una de esas organizaciones es la Asociación Mundial de Futsal y la otra es la refundada Federación Internacional de Fútbol de Salón, generando una disputa mundial que dio origen a la guerra AMF vs. FIFUSA por el dominio del fútbol de salón.

## Historia

### Creación
La FIFUSA se fundó el 25 de julio de 1971 conforme a la legislación asociativa civil vigente en Brasil, en la ciudad de São Paulo, por iniciativa de la Confederación Sudamericana de Fútbol de Salón (creada dos años antes) y la Confederación Brasileña de Deportos. La entidad fue fundada inicialmente con afiliaciones de Argentina, Brasil, Bolivia, Paraguay, Perú, Portugal y Uruguay, la FIFUSA sentó las bases organizativas, institucionales y deportivas del fútbol de salón toda vez que fue la primera organización que regulo el futbol de salón desde la creación del deporte en 1930 en Uruguay.
El brasileño João Havelange, que no estuvo presente en el Congreso, fue elegido primer presidente del consejo ejecutivo de FIFUSA. Pero en la práctica fue dirigida por el brasileño Luiz Gonzaga de Oliveira Fernandes (secretario general), ya que Havelange - además de estar a cargo del ex CBD - estaba empeñado en ganar la presidencia de la FIFA.
El Congreso tuvo como secretario a Vinicio Fanucchi y contó con la presencia de las siguientes entidades representadas: Dr. Luiz María Zubizarretta (Primer Vicepresidente de la Confederación Sudamericana de Fútbol Sala); Felipe Ramón Figuerôa y Rubén Eguia (Presidente y Delegado de la Federación Uruguaya de Fútbol Sala); Dr. Rafael Romero Maciel y Kurt Singer (Delegados acreditados por la Federación Paraguaya de Fútbol Sala); Luiz Felício dos Santos (Delegado acreditado por la Confederación Brasileña de Deportes); Juan Oswaldo González Geminaze y Florêncio Godoi (Delegados Acreditados por la Asociación Correntina de Fútbol Sala y representantes de Bienestar Social de Argentina); Dr. Roberto Ludero Aguilera e Ismael Serrate (Delegados Acreditados de la Asociación de Fútbol Sala Crucenha, Bolivia); el Sr. Mario Parejas Lecaros y el Sr. Luiz Cabrejos Lopes (primer Cónsul General del Perú, en São Paulo, en representación del Ministerio de Deportes del Perú); Antonio Soares Calçada (representante de la Federación Portuguesa de Fútbol); Dr. Mario Carlos Beni (representante del Dr. Laudo Natel - gobernador del Estado de São Paulo); Sr. Fabio Lazzari (representante del Dr. José Carlos Figueiredo Ferraz - Alcalde Municipal de São Paulo; Profesor José Paiano - representante del Dr. Paulo Machado de Carvalho (Secretario de Deportes del Municipio de São Paulo); Sr. Walter José dos Santos (representante del Comité Internacional de Prensa Olímpica); Dr. Waled Perri (Asesor Jurídico del Consejo Nacional de Deportes); Sr. Sérgio Guedes Giskow (Presidente de la Federación Gaucha de Fútbol Sala); Federación de Fútbol Sala de Minas Gerais); José Wilson Chagas Cavalcanti (Vicepresidente de la Federación de Fútbol Sala de Ceará (representante del Círculo Militar de São Paulo), Capitán José Haroldo Castelo Branco (Jefe de la Delegación Brasileña en el segundo Sudamericano); Campeonato de Fútbol Sala) y Hélio Babo (Director de Deportes Terrestres de la Confederación Brasileña de Deportes y Luiz Gonzaga de Olveira Fernandes (Presidente de la Federación Paulista de Fútbol Sala y Presidente de la Confederación Sudamericana de Fútbol Sala).
Por recomendación del representante de la Confederación Brasileña de Deportes, Sr. Luiz Felício dos Santos, elogiando a los presentes en el acto fundacional, solicitó la aprobación de los nombres del Consejo Ejecutivo: Presidente Sr. João Havelange (Brasil), Secretario General Sr. Luiz Gonzaga de Oliveira Fernandes (Brasil), Tesorero Sr. Raphael Romeiro Maciel (Paraguay), Vicepresidente Sudamérica Sr. Juan Francisco Carro Franco (Uruguay), por el Consejo Fiscal: Sr. Antonio Fernando D'Aguiar (Brasil), Profesor Florêncio Godoy Cruz (Argentina) y Dr. Roberto Lydero Aguilera (Bolivia) y por el Consejo Técnico de Arbitraje: Antonio Gomes da Cunha (Brasil), Ramón Giménez (Paraguay), Felipe Ramón Figueiroa (Uruguay), Eduardo Roque Rial (Argentina), Luiz Cabrejos Lopes (Perú) que fue aprobado por unanimidad, convirtiéndose en el primer órgano rector de FIFUSA.

### Desarrollo
En 1980, Januario D'Alessio Neto se convirtió en el nuevo presidente de FIFUSA. El director de la Sociedade Esportiva Palmeiras, Januario D'Alessio Neto, allanó el camino para que el deporte ganara expresión internacional en la década de 1980, con la creación de importantes competiciones como el Campeonato Panamericano de 1980 y el Campeonato Mundial de 1982.
En México se disputó el primer Campeonato Panamericano de fútbol sala. Participaron equipos de Argentina, Brasil, Bolivia, Estados Unidos, México, Paraguay y Uruguay. El torneo lo ganó la selección brasileña.
Dos años más tarde, FIFUSA organizó su primer Campeonato Mundial. Con la participación de 10 países (Brasil, Uruguay, Checoslovaquia, Argentina, Costa Rica, Paraguay, Colombia, Italia, Países Bajos, Japón, la competición se desarrolló en el Ginásio do Ibirapuera, en São Paulo, y tuvo como campeón a la selección brasileña.

### Presión de la FIFA
El éxito de la primera Copa Mundial FIFUSA llamó la atención de la FIFA, que comenzó a luchar por el control del fútbol sala. Además de amenazar con crear su propia Copa del Mundo (ahora llamada Copa del Mundo de Futsal), con nuevas reglas (practicadas principalmente en Europa), la FIFA creó dificultades para las competiciones patrocinadas por FIFUSA y prohibió el uso de la palabra fútbol por parte de otras entidades.
Resistiendo los ataques de la FIFA, FIFUSA cambió el nombre del deporte a fut-sal en vísperas de la Copa del Mundo en España en 1985. Con muchas dificultades, FIFUSA organizó la Copa del Mundo en Australia en 1988.
En 1989, luego de tres reuniones sostenidas entre FIFUSA y FIFA: 19 de enero, 14 de marzo y 5 de septiembre, donde el contenido fue el intento de integración entre ambas organizaciones deportivas, donde prácticamente se aprobaron los acuerdos tomados en las tres reuniones; En el Congreso Extraordinario de FIFUSA celebrado el 23 de septiembre de 1989 en Madrid, España, sus afiliados con una abrumadora mayoría rechazaron el acuerdo de integración con la FIFA.

### Congreso de 1992
Los días 21 y 23 de febrero, en la Ciudad de México, los principales directivos de FIFUSA se reunieron para actualizar el Estatuto y conformar una nueva Junta Directiva, ratificando al español don Antonio Alberca García como Presidente de la entidad. El evento se llevó a cabo en la sala auditorio del Centro Interamericano de Seguridad Social, en la Ciudad de México-DF, con la participación de autoridades y personalidades invitadas: Ing. Jorge Gilling Cabrera (Secretario General de la Confederación Mexicana de Deportes - CODEME) en representación Sr. Raúl González Rodrigues, Presidente de la Comisión Nacional del Deporte de México (CONADE). Lic. Sr. Javier Ostos Mora (Vicepresidente del Comité Olímpico Mexicano en representación del Licenciatario Sr. Mario Vásquez Raña (Presidente del Comité Olímpico Mexicano). Lic. Sr. IVar Sisniega Campbell (Director de Deportes y Cultura Física del Instituto Mexicano del Seguro Social IMSS), Lic. Mario Vásquez Raña Presidente de ODEPA y COM, Ilmo Sr. Fernando Galmarini (Secretario de Deportes de la Nación Argentina).
La recién elegida Junta Ejecutiva de FIFUSA estuvo integrada por los siguientes miembros:
Presidente: Antonio Alberca García (España)
- Vicepresidente I: Rolando Alarcón Ríos (Paraguay)
- Vicepresidente: Joseph Charles Brendt (Australia)
- Vicepresidente: João Cid Castelo Branco (Portugal)
- Vicepresidente: Getúlio Barbosa Horta (Brasil)
- Vicepresidente: Lorenzo García (México)

Miembros:
- Roberto Salinas (Venezuela)
- Yadin Machness (Israel)
- Oswaldo S. García (Argentina)
- Jean Jacques Robert (Francia)
- Tesorero: Carmelo Paz Durán (Bolivia)
- Secretario General: Teodosio Carbonell (España)

En el congreso del 23 de febrero de 1992 en México, la FIFUSA incorporó en sus estatutos el término de Futsal, incorporación registrada en Brasil y en el ministerio de Economía y Hacienda de España con la identificación Fiscal G81574295 del 7 de noviembre de 1996.

### Continuación del legado
En enero de 1989, la FIFA promovió su primera Copa Mundial de Fútbol Sala. Aún afiliada a FIFUSA, la CBFS autorizó al equipo Bradesco a representar a Brasil.
En 1990, la CBFS se separó oficialmente de FIFUSA y se unió a la FIFA, seguida por varias federaciones nacionales. Con el debilitamiento de FIFUSA, sus dirigentes discreparon respecto al futuro de la entidad.
Los disidentes de FIFUSA decidieron crear una nueva entidad independiente de la FIFA, la PANAFUTSAL, que continuó organizando el campeonato mundial original de este deporte.
Las fricciones entre las dos entidades continuaron hasta finales de la década de 1990, cuando se propuso oficialmente un acuerdo en 2000, por el cual FIFUSA se convertiría en un departamento de la FIFA y la FIFA controlaría el fútbol sala. Sin embargo, por diversas razones la asociación no tuvo éxito y cada entidad siguió su propio camino. En 2002, los miembros de PANAFUTSAL crearon la Asociación Mundial de Futsal, para seguir el legado de FIFUSA.

### Reactivación
El 4 de diciembre de 2023 FIFUSA anuncia su regreso a las organizaciones de mundiales. Su primera competición después del regreso. Fue el 8º Campeonato Mundial De Selecciones De Fútbol De Salón (FIFUSA), el cual fue realizado en Bucaramanga, Colombia, en las fechas del 13 al 22 de septiembre del 2024, retomando de esta manera el camino que dejó en pausa luego de organizar los siguientes mundiales: 1.º Brasil 1982, 2.º España 1985, 3.º Australia 1988, 4.º Italia 1991, 5.º Argentina 1994, 6.º México 1977 y 7.º Bolivia 2000.

### Conflicto entre la FIFUSA y AMF
Desde que la FIFUSA retomó sus actividades en el año 2015 ha presentado una serie de conflictos con la AMF debido a que la AMF ha mencionado que es la sucesora legitima de la FIFUSA y por lo tanto tiene derecho a utilizar el nombre de la FIFUSA y organizar eventos en su nombre, pero por otro lado la FIFUSA afirma que no existe ningún documento oficial ni acuerdo legal que sustente la transferencia de derechos de FIFUSA a la AMF.
A sí mismo, la FIFUSA ha mencionado que continúa siendo una entidad independiente, registrada en Brasil, con reconocimiento internacional y que la AMF nació como una entidad independiente debido a la ausencia temporal de la FIFUSA en eventos deportivos, del mismo modo la FIFUSA especifica que nunca se disolvió debido a que la única manera que se aceptara una disolución era si se cumplía lo que se dispone en los estatutos en el capítulo X - DISOLUCIÓN Artículo 39 donde se especifica que para que la FIFUSA se disuelva se necesita ser acordado por nueve décimas parte de todas las Asociaciones afiliadas, y en caso de disolución las obligaciones financieras serán líquidas y se pondrán el saldo final a disposición del futbol de salón mundial.
Por otro lado, la FIFUSA menciona que la AMF nació en Paraguay en diciembre de 2002 como objeto de ocupar el espacio de la competencia que temporal la FIFUSA dejó. A este nuevo espacio de competencia se adhirieron la gran mayoría de los países pertenecientes a FIFUSA únicamente con el fin de competir, sin embargo ninguno de ellos se desafilió a la FIFUSA, según lo estipulado en el estatuto capítulo VIII DESAFILIACIÓN. Artículo 37
Tanto la AMF como la FIFUSA usan y se apropian del palmarés de la FIFUSA original (1982-2000) con el apoyo de la PANAFUTSAL en los últimos 4 mundiales. No se conoce cuál es la organización quien posea los derechos legales de la FIFUSA original.

## Autoridades

### Comisión Directiva
| Cargo      | Titular           |
| ---------- | ----------------- |
| Presidente | Ronaldo Leite     |
| Vocales    | Pedro Bonnettini  |
| Vocales    | José Ferreira     |
| Vocales    | Antenor Telles    |
| Vocales    | Manuel Sánchez    |
| Vocales    | Julio Notario     |
| Vocales    | Luca Alfieri      |
| Vocales    | Antonio Cifuentes |

### Presidentes
| Año       | Presidente                                        |                                                   |
| --------- | ------------------------------------------------- | ------------------------------------------------- |
| 1971–1975 | João Havelange                                    |                                                   |
| 1975–1980 | Waldir Nogueira Cardoso                           |                                                   |
| 1980–1989 | Januario D' Alessio Neto                          |                                                   |
| 1989–2004 | Antonio Alberca García                            |                                                   |
| 2004–2022 | No hubo presidentes por la inactividad de FIFUSA. | No hubo presidentes por la inactividad de FIFUSA. |
| 2022–     | Ronaldo Luiz Leite                                |                                                   |

## Organización

### Federaciones continentales
Debido a la reciente reactivación de FIFUSA, tan sólo una federación continental está afiliada a la misma. Se espera a futuro a qué más federaciones se unan a la entidad. 
| Confederación                      | Región | Fund. | Ingreso FIFUSA | M | Sede  | Presidente   |
| ---------------------------------- | ------ | ----- | -------------- | - | ----- | ------------ |
| Federación Europea de Futsal (FEF) | Europa | 2017  | 2022           | - | Milán | Luca Alfieri |

### Asociaciones y federaciones nacionales afiliadas
Los países mencionados en esta lista son los que participaron del Congreso de Bucaramanga de 2022, quienes cuentan con una federación propia que trabaja hace años o fundaron la suya a los efectos de la ruptura con AMF, y aquellos que se añadieron posteriormente y son clasificados por la página web oficial de la FIFUSA como países en carpeta.
| País o territorio               | Continente                             | Selecciones        | Federación                                                                                         | Fund. | Ingreso FIFUSA |
| ------------------------------- | -------------------------------------- | ------------------ | -------------------------------------------------------------------------------------------------- | ----- | -------------- |
| Alemania                        | Europa                                 | Masculina          | |       | 2023           |
| Angola (E.P)                    | África                                 |                    | |       | 2025           |
| Argentina                       | América del Sur                        | Masculina Femenina | Confederación Argentina de Fútbol de Salón (CAFS)                                                  | 1964  | 1971           |
| Australia                       | Oceanía                                | Masculina Femenina | Fútbol de Salón Australia (FSA)                                                                    |       | 2022           |
| Bangladés                       | Asia                                   | Masculina          | |       | 2023           |
| Bolivia                         | América del Sur                        | Masculina Femenina | |       | 2022           |
| Brasil                          | América del Sur                        | Masculina Femenina | Confederación de Fútbol de Salón de Brasil (CFSB)                                                  | 2016  | 2022           |
| Canadá (E.P)                    | América del Norte, Central y el Caribe | Masculina          | Association Futsal Canada                                                                          |       | 2022           |
| Chile (E.P)                     | América del Sur                        | Masculina Femenina | Federación Chilena de Fútbol de Salón FIFUSA                                                       |       | 2022           |
| China                           | Asia                                   | Masculina          | |       | 2023           |
| Colombia                        | América del Sur                        | Masculina Femenina | Asociación Colombiana de Clubes de Fútbol de Salón (ACFS)                                          | 2021  | 2022           |
| Costa Rica                      | América del Norte, Central y el Caribe | Masculina          | Asociación Deportiva para el Desarrollo del Futsala, Fútbol de Salón y Fútbol Social de Costa Rica |       | 2023           |
| Ecuador                         | América del Sur                        | Masculina          | Asociación de Fútbol de Salón del Ecuador FIFUSA (AFE)                                             |       | 2022           |
| España                          | Europa                                 | Masculina          | Asociación Española de Fútbol de Salón (AFO)                                                       |       | 2022           |
| Estados Unidos                  | América del Norte, Central y el Caribe | Masculina Femenina | International Futsal of United States of America (IFUSA)                                           |       | 2022           |
| Francia                         | Europa                                 | Masculina Femenina | Association Française de Futsal (AFF)                                                              | 2014  | 2022           |
| Guatemala (E.P)                 | América del Norte, Central y el Caribe | Masculina          | FIFUSA Guatemala                                                                                   |       | 2023           |
| Haití                           | América del Norte, Central y el Caribe |                    | |       | 2024           |
| India                           | Asia                                   | Masculina          | Futsal Alliance of India (FAI)                                                                     |       | 2024           |
| Italia                          | Europa                                 | Masculina          | Asociación Italiana de Fútbol Sala (AIF)                                                           | 2022  | 2022           |
| Kenia                           | África                                 | Masculina          | Kenya Futsal Association (KFA)                                                                     |       | 2023           |
| Libia (E.P)                     | África                                 |                    | |       | 2025           |
| Marruecos (E.P)                 | África                                 | Masculina          | Maroc Futsal Federation                                                                            |       | 2023           |
| México (E.P)                    | América del Norte, Central y el Caribe | Masculina Femenina | FIFUSA México                                                                                      |       | 2022           |
| Nepal (E.P)                     | Asia                                   | Masculina          | |       | 2023           |
| Nueva Zelanda (E.P)             | Oceanía                                | Masculina          | |       | 2023           |
| Omán (E.P)                      | Asia                                   |                    | |       | 2025           |
| Países Bajos                    | Europa                                 | Masculina          | |       | 2023           |
| Pakistán                        | Asia                                   | Masculina          | Pakistan Soccer Futsal Federation (PSFF)                                                           |       | 2022           |
| Panamá (E.P)                    | América del Norte, Central y el Caribe | Masculina          | |       | 2024           |
| Paraguay                        | América del Sur                        | Masculina Femenina | FIFUSA Paraguay                                                                                    |       | 2022           |
| Perú (E.P)                      | América del Sur                        | Masculina          | |       | 2023           |
| Reino Unido                     | Europa                                 | Masculina          | Great Britain Futsal Federation (GBFF)                                                             |       | 2023           |
| República Checa                 | Europa                                 | Masculina          | Česka Federace Sálového Fotbalu (CFSF)                                                             |       | 2023           |
| República Democrática del Congo | África                                 | Masculina          | Fédération Congolaise de Futsal (FECOFUSA)                                                         |       | 2023           |
| Rusia                           | Europa                                 | Masculina          | All Regional Federation Futsal of Russia                                                           |       | 2022           |
| San Martín (E.P)                | América del Norte, Central y el Caribe |                    | |       | 2025           |
| Sudáfrica                       | África                                 | Masculina          | |       | 2023           |
| Turquía                         | Europa                                 | Masculina          | |       | 2023           |
| Uruguay                         | América del Sur                        | Masculina          | |       | 2023           |
| Venezuela                       | América del Sur                        | Masculina Femenina | Federación Venezolana de Fútbol de Salón (FEVEFUSA)                                                | 1984  | 2022           |

1. ↑  Mencionada en la página web de FIFUSA como "Inglaterra".

- E.P: En proceso de inscripción

## Identidad visual

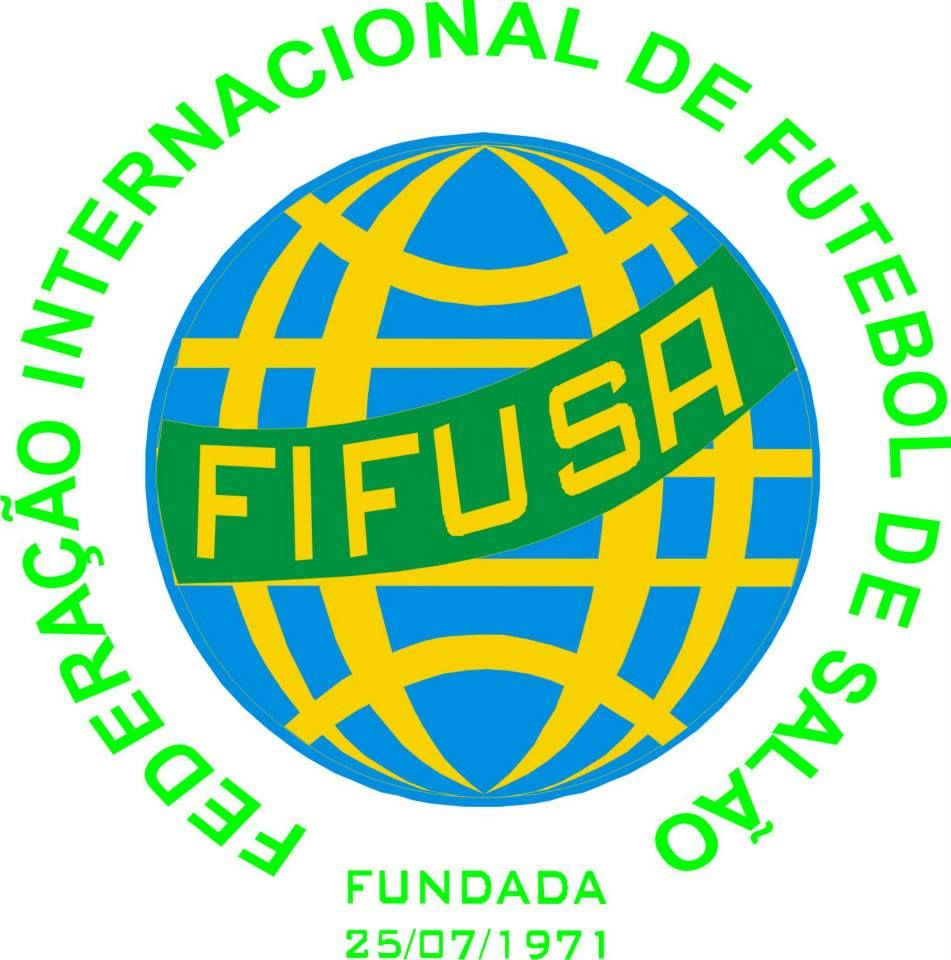
Emblema fundacional (1971-1990)
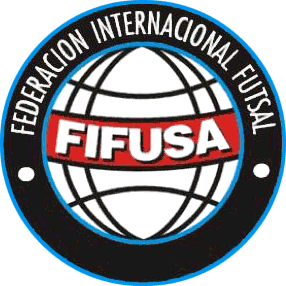
Segunda versión del emblema oficial (1971-1990)
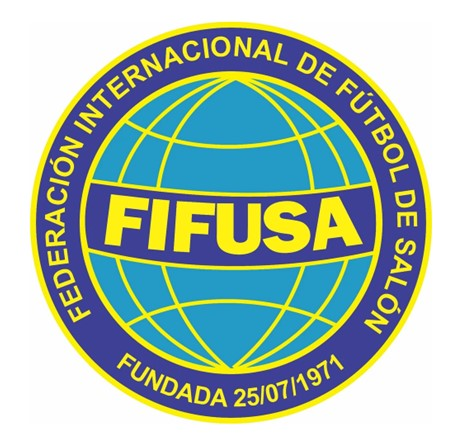
Emblema actual (2024)

## Torneos
La FIFUSA organiza múltiples torneos masculinos y femeninos de selecciones y clubes a nivel mundial. Entre ellos, se destacan estos torneos.
| Torneo                                        | Último torneo         | Campeón vigente       | Próximo torneo        |
| Selecciones absolutas                         | Selecciones absolutas | Selecciones absolutas | Selecciones absolutas |
| --------------------------------------------- | --------------------- | --------------------- | --------------------- |
| Campeonato Mundial Masculino                  | Colombia 2024         | Colombia              | Brasil 2027           |
| Campeonato Mundial Femenino                   | Argentina 2023        | Brasil                | México 2026           |
| Selecciones juveniles                         |                       |                       |                       |
| Campeonato Mundial Sub-20                     | Argentina 2024        | Argentina             | Mundial 2028          |
| Campeonato Mundial Sub-18                     | Bandera de ?          | Bandera de ?          | Ecuador 2025          |
| Copa Norte Centroamericana de Fútbol de Salón | Colombia 2025         | Colombia Norte        | 2026                  |
| Clubes                                        |                       |                       |                       |
| Copa Intercontinental Masculina               | Argentina 2024        | CR Flamengo           | Argentina 2025        |
| Copa Intercontinental Femenina                | Bandera de ?          | Bandera de ?          | Argentina 2025        |

1. ↑   Brasil fue escogida como sede del mundial por la FIFUSA ya que tienen planes de organizar tres torneos de gran categoría en Brasil: El Mundial Masculino y una Copa América a nivel de selecciones junto a una Copa Intercontinental de Clubes.

### Copa Norte Centroamericana de Fútbol de Salón FIFUSA
2025
Detalle

### Copa Norte Centroamericana de Fútbol de Salón FIFUSA 2025
CSFS (Sudamérica)
(4 cupos)

## Polémicas
Desde su refundación la Federación Internacional de Fútbol de Salón (FIFUSA) ha sido acusada de ser una entidad de papel, un fraude y estafas. Esto se originó luego del mundial femenino que tuvo varias polémicas y suspicacias debido a que algunas selecciones no son completamente legales siendo acusados de inventar varios equipos de dudosa procedencia. Así mismo también los mundiales Femenino 2023 y Sub-20 2024 en Argentina se han visto postergados por falta de selecciones. También han sido aplazado los mundiales por falta de garantías lo que compromete y pone en tela de juicio a la imagen de la FIFUSA.
A pesar de que se refundó la FIFUSA a mediados de 2015, con algún intento de volver a reactivarse sin tener éxito, no fue hasta mediados del 2022 que se habría reactivado la FIFUSA (luego de más de 15 años), lo que dio origen a una nueva etapa en este deporte. Un periodista uruguayo calificó al torneo de estafa, pues solo participaron 10 selecciones (8 de las cuales fueron no oficiales), estando organizado por dirigentes expulsados de la AMF.
Tres de esas organizaciones estuvieron en la AMF y en el mundial 2019 en misiones las cuales son Argentina (CAFS), Brasil (CSFB) y Francia (AFF). Por otra parte, los equipos de México y Colombia crearon federaciones que tengan la palabra clubes en sus nombres debido a que no cuentan con el aval de sus respectivos gobiernos para representar a los países de México y Colombia en torneos de selecciones nacionales. Lo más curioso e intrigante es que las jugadoras de la AFF no usaron la indumentaria oficial de la organización.
En el caso de Colombia en el 2021 algunos clubes que estaban en contra de las ideas, ejecución y administración de la Federación Colombiana de Fútbol de Salón (FCFS) respaldaron a la Asociación de Clubes de Fútbol de Salón creando su propia liga masculina y femenina. Cuando se reactiva la FIFUSA la nueva organización deportiva pasa a llamarse la Asociación Colombiana de Clubes de Fútbol de Salón para poder representar a Colombia en torneos a nivel de selecciones con el atenuante de que usen la palabra clubes en su confederación ya que el ministerio de deporte colombiano sólo reconoce a la FCFS como la única auténtica legal representante del fútbol de salón a nivel nacional e internacional (AMF).
En el caso de México, la que representó a la selección azteca fue la Asociación Mexicana de Clubes de Fútbol (AMCF) quien usa la palabra clubes ya que legalmente no debe representar a México en torneos de fútbol de salón debido a que la Federación Mexicana de Futsal (AMF) tiene la potestad de hacerlo y tampoco puede representar a México en torneos de fútbol porque el aval lo tiene la Federación Mexicana de Fútbol (FIFA).
Hay otra organización que fue creada de la nada como la de Australia aunque no se sabe si tenga el mismo inconveniente que Colombia y México. Otra teoría es que sea la misma organización (FAF) quien juegue los torneos de AMF y FIFUSA.
Y para concluir, las selecciones de Paraguay, Estados Unidos, Bolivia y Chile dejaron muchísimas dudas con respecto a autenticidad de sus confederaciones y algunas de estas organizaciones deportivas dejaron suspicacias con respecto a las nacionalidades de las jugadoras.